# Europameisterschaften der Rhythmischen Sportgymnastik 2023
Die Europameisterschaften der Rhythmischen Sportgymnastik 2023 wurden vom 17. bis 21. Mai in der aserbaidschanischen Hauptstadt Baku ausgetragen. Austragungsort der Wettkämpfe war die Milli Gimnastika Arenası. 

## Ergebnisse

### Seniorinnen
| Disziplin          | Gold | Silber | Bronze |
| ------------------ | --- | --- | --- |
| Mannschaft         | BulgarienEinzel: Borjana Kalein Ewa Bresalijewa Stilijana Nikolowa Gruppe: Sofia Iwanowa Schenina Traschlijewa Kamelia Petrowa Rachel Stojanow Radina Tomowa | UkraineEinzel: Wiktorija Onoprijenko Polina Horodnytscha Polina Karika Gruppe: Jelysaweta Assa Diana Bajewa Daryna Duda Jewa Meleschtschuk Anastassija Wosnjak Marija Wysotschanska | IsraelEinzel: Adi Asya Katz Daniela Munits Gruppe: Shani Bakanov Adar Friedmann Romi Paritzki Ofir Shaham Diana Svertsov Eliza Banchuk |
| Einzelfinals       | | | |
| Mehrkampf          | Borjana Kalein | Sofia Raffaeli | Stilijana Nikolowa |
| Reifen             | Wiktorija Onoprijenko | Adi Asya Katz | Borjana Kalein |
| Ball               | Sofia Raffaeli | Stilijana Nikolowa | Zöhrə Ağamirova |
| Keulen             | Sofia Raffaeli | Borjana Kalein | Ekaterina Vedeneeva |
| Band               | Darja Varfolomeev | Ewa Bresalijewa | Stilijana Nikolowa |
| Gruppenfinals      | | | |
| Mehrkampf          | BulgarienSofia Iwanowa Schenina Traschlijewa Kamelia Petrowa Rachel Stojanow Radina Tomowa                                                                   | IsraelShani Bakanov Adar Friedmann Romi Paritzki Ofir Shaham Diana Svertsov Eliza Banchuk                                                                                           | AserbaidschanGüllü Ağalarzadə Laman Alimuradova Kamilla Əliyeva Zeynab Hummatova Yelyzaveta Luzan Darya Sorokina                       |
| 5 Reifen           | IsraelShani Bakanov Adar Friedmann Romi Paritzki Ofir Shaham Diana Svertsov Eliza Banchuk                                                                    | BulgarienSofia Iwanowa Schenina Traschlijewa Kamelia Petrowa Rachel Stojanow Radina Tomowa                                                                                          | ItalienMartina Centofanti Agnese Duranti Alessia Maurelli Daniela Mogurean Laura Paris Alessia Russo                                   |
| 3 Bänder & 2 Bälle | AserbaidschanGüllü Ağalarzadə Laman Alimuradova Kamilla Əliyeva Zeynab Hummatova Yelyzaveta Luzan Darya Sorokina                                             | IsraelShani Bakanov Adar Friedmann Romi Paritzki Ofir Shaham Diana Svertsov Eliza Banchuk                                                                                           | SpanienAna Arnau Inés Bergua Mireia Martínez Patricia Pérez Salma Solaun                                                               |

### Juniorinnen
| Disziplin      | Gold | Silber | Bronze |
| Grueppenfinals | Grueppenfinals                                                                                              | Grueppenfinals                                                                                              | Grueppenfinals |
| -------------- | --- | --- | --- |
| Mehrkampf      | IsraelShelly Elguy Kseniya Kulyk Yuval Schulman Anat Shnaider Meital Maayam Sumkin                          | BulgarienEva Emilova Vanesa Emilova Andrea Iwanowa Krassimira Iwanowa Gabriela Pejewa Zwetejoana Pejtschewa | AserbaidschanMadina Aslanova İlahə Bahadirova Gövhər İbrahimova Sakinakhanim Ismayilzada Zahra Jafarova Ayan Sadigova |
| 5 Bälle        | BulgarienEva Emilova Vanesa Emilova Andrea Iwanowa Krassimira Iwanowa Gabriela Pejewa Zwetejoana Pejtschewa | IsraelShelly Elguy Kseniya Kulyk Yuval Schulman Anat Shnaider Meital Maayam Sumkin                          | AserbaidschanMadina Aslanova İlahə Bahadirova Gövhər İbrahimova Sakinakhanim Ismayilzada Zahra Jafarova Ayan Sadigova |
| 5 Reifen       | BulgarienEva Emilova Vanesa Emilova Andrea Iwanowa Krassimira Iwanowa Gabriela Pejewa Zwetejoana Pejtschewa | IsraelShelly Elguy Kseniya Kulyk Yuval Schulman Anat Shnaider Meital Maayam Sumkin                          | ItalienVirginia Cuttini Gaia D’Antona Elisa Dobrovolska Caterina Maltoni Cristina Ventura Bianka Vignozzi             |

## Medaillenspiegel
| Platz  | Land          | Gold | Silber | Bronze | Gesamt |
| ------ | ------------- | ---- | ------ | ------ | ------ |
| 1      | Bulgarien     | 5    | 5      | 3      | 13     |
| 2      | Israel        | 2    | 5      | 1      | 8      |
| 3      | Italien       | 2    | 1      | 2      | 5      |
| 4      | Ukraine       | 1    | 1      | –      | 2      |
| 5      | Aserbaidschan | 1    | –      | 4      | 5      |
| 6      | Deutschland   | 1    | –      | –      | 1      |
| 7      | Slowenien     | –    | –      | 1      | 1      |
| 7      | Spanien       | –    | –      | 1      | 1      |
| Gesamt | Gesamt        | 12   | 12     | 12     | 36     |